# Ryningsberg

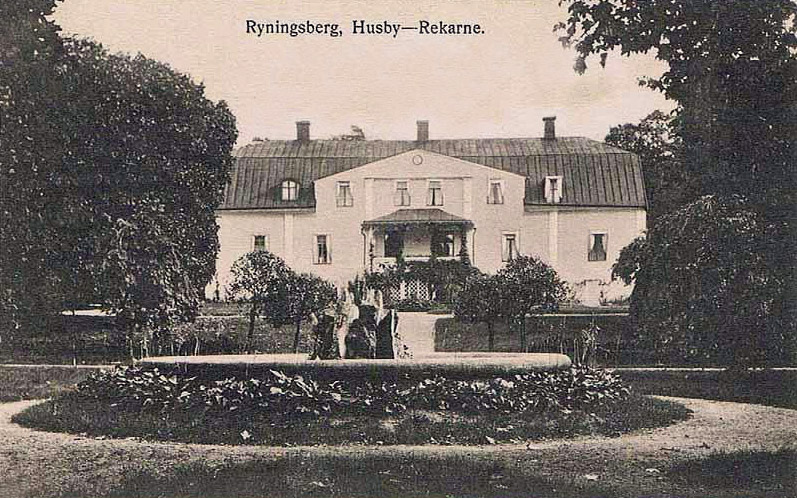
Ryningsberg, tidigt 1900-tal

Ryningsberg är en herrgård i Husby-Rekarne socken, Eskilstuna kommun, omedelbart norr om Husby-Rekarne kyrka.
Ryningsberg har sina anor i byarna Hacksta och Hällby, vilka på 1640-talet slogs samman till ett säteri. Detta fick namnet Ryningsberg av förste ägaren Jesper Andersson Cruus af Edeby efter dennes hustru Ingeborg Ryning. Huvudbyggnadens äldsta delar härstammar från 1600-talet men den har genomgått en omfattande ombyggnad under 1700-talet. Byggnaden utgörs av en ljusputsad timmerbyggnad med valmat brutet tak och frontespis, och två flyglar i samma stil. Från huvudbyggnaden leder en väg mot kyrkan, som grenar sig mot gårdens ägor i väster och vägen mot Eskilstuna i öster. Vid vägkorset ligger flera av ekonomibyggnaderna, bland annat arbetarbostäderna, som både består av putsade och panelade enkelstugor och större bostadslängor.
Ryningsberg utmärks också av sina månghundraåriga träd.